# Шевченково (Дымарский сельский совет)
Шевченково (укр. Шевченкове) — село, входит в Иванковский район Киевской области Украины.
Население по переписи 2001 года составляло 27 человек. Почтовый индекс — 07212. Телефонный код — 4591. Занимает площадь 0,7 км². Код КОАТУУ — 3222080909.

## Местный совет
07210, Київська обл., Іванківський р-н, с. Димарка, вул. Кірова, 44